# Pittosporum eriocarpum
Pittosporum eriocarpum är en tvåhjärtbladig växtart som beskrevs av John Forbes Royle. Pittosporum eriocarpum ingår i släktet Pittosporum och familjen Pittosporaceae. Inga underarter finns listade.

## Bildgalleri

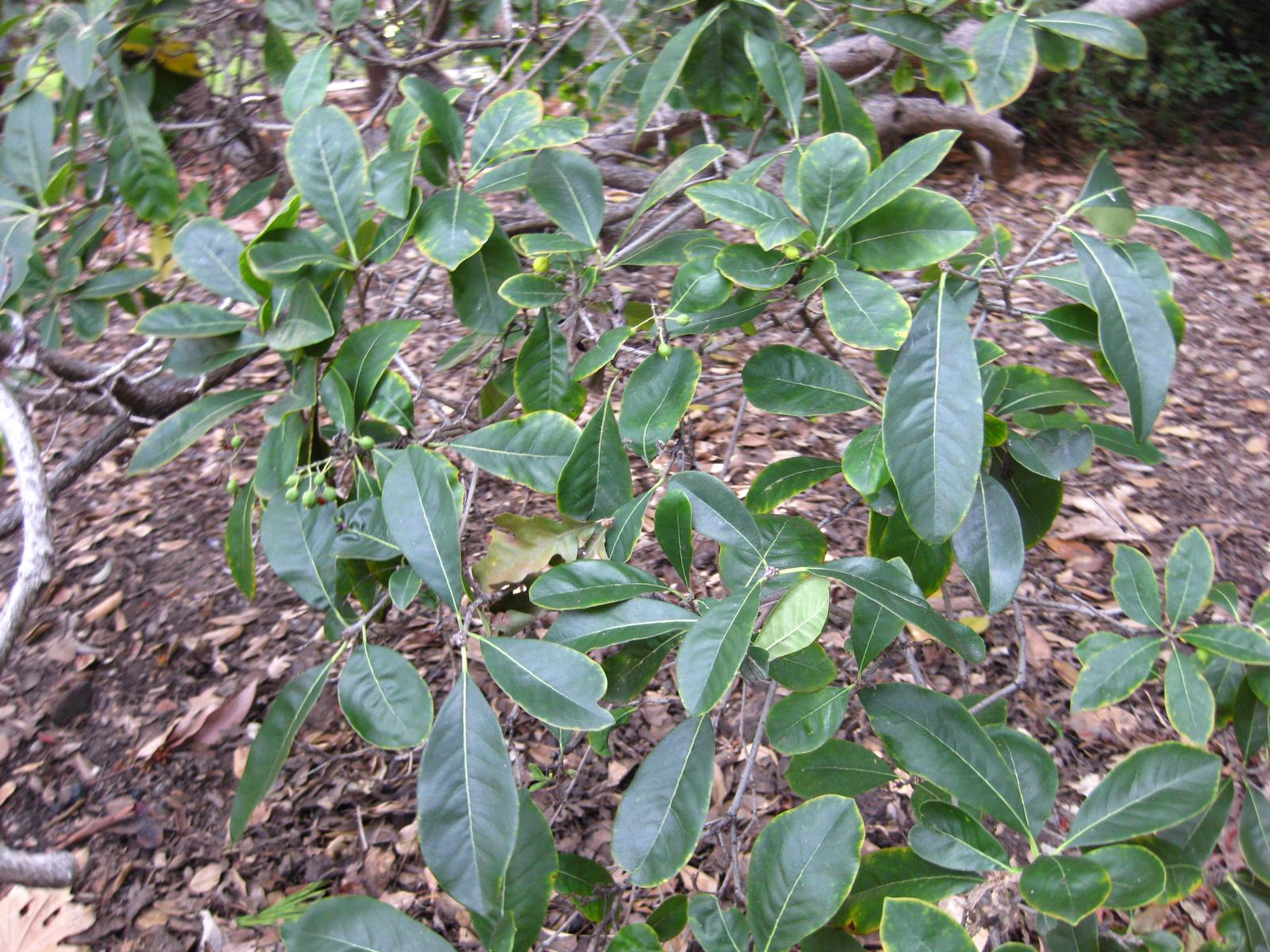
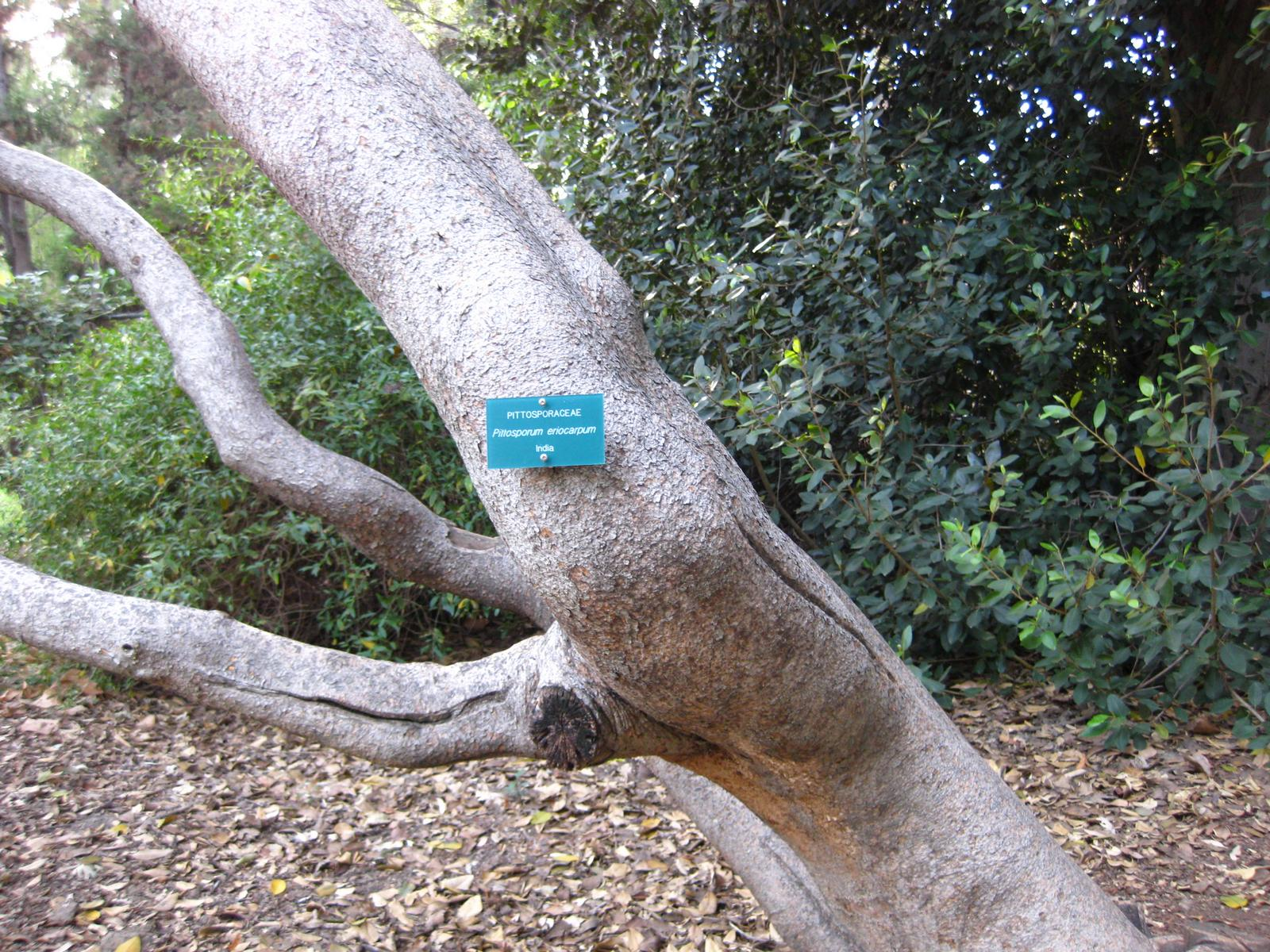
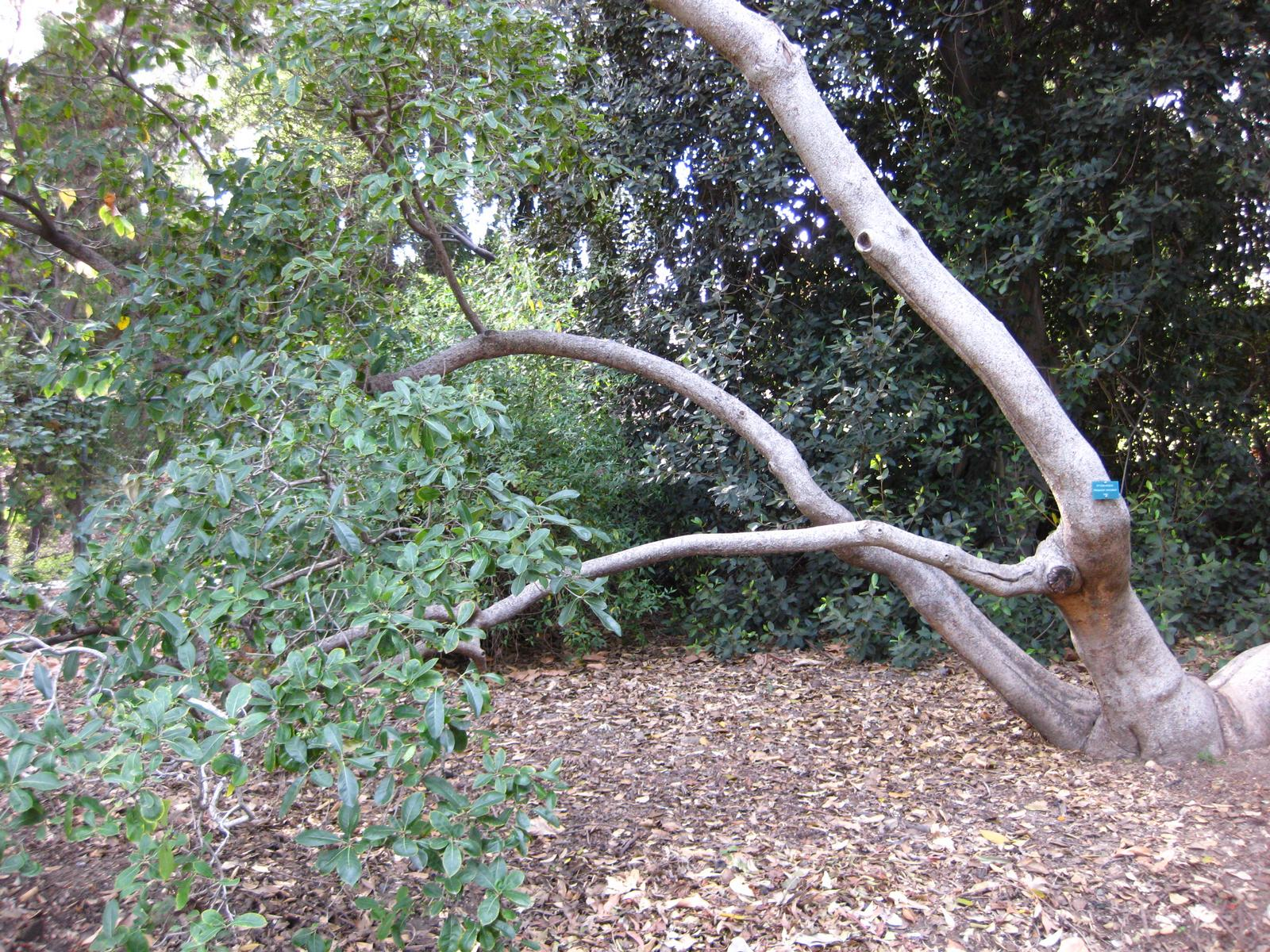